# Ограничитель перенапряжения
Ограничитель перенапряжений нелинейный (ОПН) — электрический аппарат, предназначенный для защиты оборудования систем электроснабжения от коммутационных и грозовых перенапряжений. ОПН также можно назвать разрядником без искровых промежутков. ОПН на сегодняшний день являются одним из эффективных средств защиты оборудования электрических сетей.

## Применение
В некоторых случаях оборудование может оказаться под влиянием завышенного, по сравнению с номинальным, напряжения (при грозе или коммутациях электрических цепей). В этом случае возрастает вероятность пробоя изоляции установки. Нелинейные ограничители перенапряжений предназначены для использования в качестве основных средств защиты электрооборудования станций и сетей среднего и высокого классов напряжения переменного тока промышленной частоты от коммутационных и грозовых перенапряжений. Ограничители применяются вместо вентильных разрядников соответствующих классов напряжения и включаются параллельно защищаемому устройству или установке.

## Устройство и принцип действия
Ограничитель перенапряжения является безыскровым разрядником.

### Устройство ограничителя перенапряжений
Основной элемент ОПН — варистор ( varistor, от англ. Vari(able) (Resi)stor — переменное, изменяющееся сопротивление). Основная активная часть ОПН состоит из набора варисторов, соединённых последовательно и составляющих так называемую «колонку». В зависимости от требуемых характеристик ОПН и его конструкции ограничитель может состоять из одной колонки или из ряда колонок, соединённых последовательно либо параллельно. Отличие материала варисторов ОПН от материала резисторов вентильных разрядников состоит в том, что у нелинейных резисторов ограничителей перенапряжения присутствует повышенная пропускная способность, а также высоконелинейная вольт-амперная характеристика (ВАХ), благодаря которой возможно непрерывное и безопасное нахождение ОПН под напряжением, при котором обеспечивается высокий уровень защиты электрооборудования. Данные качества позволили исключить из конструкции ОПН искровые промежутки.
Материал нелинейных резисторов ОПН состоит в основном из оксида (окиси) цинка ( ZnO ) и оболочки в виде глифталевой эмали, повышающей пропускную способность варистора. В процессе изготовления оксид цинка смешивается с оксидами других металлов. Варисторы на основе оксида цинка являются системой, состоящей из последовательно и параллельно включённых p – n переходов. Именно эти p – n переходы определяют нелинейность ВАХ варистора.
ОПН  конструктивно представляет собой колонку варисторов, заключённых в высокопрочный полимерный корпус из высокомолекулярного каучука (в случае полимерной изоляции прибора), либо колонку варисторов, прижатую к боковой поверхности стеклопластиковой трубы, расположенной внутри фарфора (в случае фарфоровой изоляции). В ОПН с полимерной изоляцией пространство между стеклопластиковой трубой и колонкой варисторов заполняется низкомолекулярным каучуком, а сама труба имеет расчётное количество отверстий для обеспечения взрывобезопасности конструкции при прохождении токов короткого замыкания. У ограничителей перенапряжений с фарфоровой изоляцией на торцевых сторонах покрышки располагают мембраны и герметизирующие резиновые уплотнительные кольца, а на фланцах устанавливают специальные крышки с выхлопными отверстиями. На крышке ограничителя перенапряжений имеется контактный болт для подключения к токоведущей шине. ОПН снабжён изолированной от земли плитой основания. Внутренняя стеклопластиковая труба, мембраны и крышки обеспечивают взрывобезопасность конструкции при прохождении токов
короткого замыкания.

### Принцип действия
Защитное действие ограничителя перенапряжений обусловлено тем, что появление опасного для изоляции перенапряжения, вследствие высокой нелинейности резисторов через ограничитель перенапряжений протекает значительный импульсный ток, в результате чего величина перенапряжения снижается до уровня, безопасного для изоляции защищаемого оборудования.
В нормальном рабочем режиме ток через ограничитель имеет емкостный характер и составляет десятые доли миллиампера. Но при возникновении перенапряжений резисторы ОПН переходят в проводящее состояние и ограничивают дальнейшее нарастание перенапряжения до уровня, безопасного для изоляции защищаемой электроустановки. Когда перенапряжение снижается, ограничитель вновь возвращается в непроводящее состояние.
Вольт-амперная характеристика ограничителя состоит из 3 участков:
1. – область малых токов;
2. – область средних токов;
3. – область больших токов.

- Вольт-амперная характеристика ОПН

В первой области варисторы работают под рабочим напряжением, не превышающим наибольшее допустимое рабочее напряжение (сопротивление варисторов велико, через них протекает очень малый ток утечки).  В режим средних токов варистор переходит при возникновении перенапряжения в сети. При этом на границе 1 и 2 областей происходит перегиб ВАХ, сопротивление варисторов существенно уменьшается и через них протекает кратковременный импульс тока. Варистор поглощает энергию импульса и рассеивает её в окружающее пространство в виде тепла. За счёт поглощения энергии импульс перенапряжения резко падает. Третья область для ограничителя является аварийной, сопротивление варисторов в ней вновь резко возрастает.

## Виды ОПН
Ограничители перенапряжения подразделяются в зависимости от:
- типа изоляции (полимерная, фарфоровая);
- конструктивного исполнения (одноколонковые, многоколонковые);
- величины рабочего напряжения (6-10 кВ; 35 кВ; 110 кВ; 220 кВ и др.)[16];
- места установки (ОРУ либо ЗРУ)[17].

### Фарфоровые ОПН
Представляют собой колонку варисторов,  прижатую к боковой поверхности стеклопластиковой
трубы, расположенной внутри фарфоровой покрышки. Получили большое распространение среди защитных средств, но, в последнее время мало пользуются
спросом в связи с появлением ОПН с полимерной покрышкой.
К плюсам ограничителей с фарфоровой изоляцией
относят:
- Относительно малое влияние температурных колебаний  на состояние аппарата;
- Большая механическая устойчивость (это связано с тем, что основная механическая нагрузка прикладывается к изоляционному покрытию).

Недостатки ОПН в фарфоровой покрышке:
- Недостаточное обеспечение герметичности узла крепления фланца к фарфоровой изоляционной покрышке и сохранение свойств резиновых уплотнителей в процессе длительной эксплуатации ;
- Высокая взрывоопасность (фарфоровые осколки при взрыве разлетаются в разные стороны с огромной скоростью);
- Масса и габариты (ограничители в полимерной покрышке в 2-3 раза легче ОПН с фарфоровой изоляцией);
- Худшие по сравнению с ОПНп тепловые характеристики.

### Полимерные ОПН
ОПН состоит из колонки варисторов, заключённых в высокопрочный полимерный корпус из высокомолекулярного каучука. Пространство между стеклопластиковой трубой и колонкой резисторов заполняется низкомолекулярным каучуком, а сама труба имеет расчётное количество отверстий для обеспечения взрывобезопасности конструкции при прохождении токов короткого замыкания. На данный момент полимерные ОПН (ОПНп) превзошли по масштабам использования и производства фарфоровые ОПН.
Преимущества ОПНп:
- Высокая гидрофобность;
- Значительно высокая взрывобезопасность, чем у фарфоровых ОПН;
- Вандалоустойчивость;
- Малый вес;
- Лучшие, чем у ОПН в фарфоровой покрышке, электрические и разрядные характеристики;
- Простота монтажа и транспортировки, а также стойкость к ударным и вибрационным воздействиям;
- Способность работать в условиях естественных и промышленных загрязнений и так далее.

К недостаткам полимерных ограничителей относятся:
- Влияние воздействия сезонных колебаний температуры окружающей среды (внутреннее пространство имеет значительно отличающийся коэффициент теплового расширения от материала покрышки, это может привести к деформации рёбер покрышки и снижению электрической прочности внешней изоляции);
- Неправильный расчёт механической нагрузки может привести к растрескиванию варисторов ограничителя.

### Одноколонковые ОПН
Конструктивно состоят из одной колонки варисторов. Они выпускаются с длиной пути утечки внешней изоляции, которая, согласно ГОСТ 9920, соответствует второй, третьей и четвёртой степеням загрязнения.
Существуют одноколонковые ОПН на все классы напряжения, при этом максимально используется объём корпуса аппарата, что также значительно снижает массу по сравнению с многоколонковыми ОПН и существенно повышает надёжность работы.

### Многоколонковые ОПН
Представляют собой несколько блоков (модулей), которые образуются из определённого числа колонок, соединённых либо последовательно, либо параллельно между собой. Используются при больших классах напряжения сети, ОПН составляют из двух или трёх частей (модулей). Такая конструкция существенно повышает надежность работы ОПН при увлажнении и загрязнении поверхности аппарата.

## Обслуживание и методы диагностики ОПН
Поиск неисправного ОПН занимает большое количество времени. В большинстве случаев оценку состояния ОПН производят визуальным осмотром либо разборкой ОПН и проверкой нормируемых электрических параметров резисторов. В связи со сложностью визуального осмотра линия, защищаемая от перенапряжений, может оказаться под угрозой. Кроме того, согласно инструкции ЦЭ-936, периодичность текущего ремонта и межремонтных испытаний  ограничителей перенапряжений составляет для ОПН переменного тока — 1 раз в 4 года, а для ОПН постоянного тока — 1 раз в год.
Методы диагностики ОПН:
1. Измерение сопротивления;
2. Измерение токов проводимости ОПН (6-35 кВ) в лабораторных условиях;
3. Измерение токов проводимости ОПН под рабочим напряжением (110-750 кВ);
4. Тепловизионное обследование (с помощью приборов инфракрасной техники с высокой разрешающей способностью по температуре (не ниже 0,5 ᵒС)).